# Peugeot 407
La Peugeot 407 è un'autovettura di fascia medio-alta prodotta dal 2004 al 2012 dalla casa automobilistica francese Peugeot.

## Storia
Il progetto per la nuova berlina che avrebbe sostituito la 406 venne avviato tra la fine del XX secolo e l'inizio del secolo seguente. Gli sforzi dei progettisti Peugeot culminarono nel 2003 con la presentazione al Salone dell'automobile di Francoforte della concept 407 Elixir, una sorta di coupé-station le cui linee, specie nel frontale, anticiparono in maniera molto chiara ed evidente l'identikit della nuova vettura.
La commercializzazione della vettura venne avviata nella primavera del 2004: i livelli di allestimento proposti per il mercato italiano erano quattro: Confort, Sport, Executive e Sport Pack Tecno.

### Stile ed interni
La 407 portò con sé una svolta per quanto riguardava la linea, non più firmata da Pininfarina, ma dal centro stile Peugeot di Rennes. Con la 407, quindi, si interruppe lo storico sodalizio tra la casa del leone e l'atelier torinese, che non firmò quindi neppure i modelli successivi.
Il frontale era caratterizzato dalla grande "bocca" che contraddistingueva le Peugeot introdotte nel periodo a metà del primo decennio del nuovo secolo. Ma erano particolari anche il taglio dei grandi fari anteriori di forma allungata ed i fendinebbia quadrangolari a sviluppo verticale. Al centro del muso, la calandra era composta in pratica dal solo stemma della casa. La vista laterale permetteva di apprezzare il lavoro svolto dai designer Peugeot, poiché rispetto al modello che l'ha preceduta, la 407 appariva più slanciata, scattante e sportiva; era dotata di un grande parabrezza fortemente inclinato, così come inclinato era anche il grosso montante posteriore, che contribuiva a dare un senso di robustezza all'insieme. La coda era piuttosto sfuggente e vi trovavano posto i gruppi ottici trapezoidali. Completava il quadro il piccolo spoiler posteriore integrato nello sportello del vano bagagli.
L'abitacolo della 407 è caratterizzato da un disegno sobrio e la plancia a richiesta poteva essere integrata con il navigatore satellitare ed il radiotelefono. Buona in generale era anche la qualità dell'assemblaggio e dei materiali utilizzati; l'abitabilità era elevata anteriormente, mentre sul divano posteriore penalizzava i più alti a causa del padiglione piuttosto inclinato. Buona era anche la volumetria del vano bagagli, ulteriormente ampliabile abbattendo lo schienale posteriore.

### Struttura, meccanica e motorizzazioni
La scocca della 407 è stata progettata per offrire una maggior rigidità torsionale alla vettura, in modo da assicurare un comportamento stradale all'insegna di una maggior sicurezza.
In fase di progettazione gli ingegneri della casa francese hanno voluto una vettura che non presentasse le caratteristiche di nervosismo del retrotreno tipiche delle Peugeot di fascia media e bassa costruite fino a quel momento, ma che nel contempo conferissero un'impronta più grintosa al comportamento della vettura. Perciò le sospensioni anteriori proponevano le maggiori novità, rappresentate dal nuovo schema a doppi triangoli con perni disaccoppiati e giunti sferici uniball. Tale schema era volto appunto a rendere più sportiveggiante il comportamento stradale della vettura senza però sacrificare la componente relativa al comfort. A tale schema si accompagnava un retrotreno di tipo multilink che ha subito alcune lievi rivisitazioni, riscontrabili per esempio nei due gruppi molla-ammortizzatore, che ora sono più inclinati.
L'impianto frenante prevedeva freni a disco sulle quattro ruote: quelli anteriori erano autoventilanti e di 283 mm di diametro, mentre quelli posteriori erano pieni e da 290 mm.
Lo sterzo è a cremagliera, con servosterzo elettroidraulico ad incidenza variabile.
Al suo esordio, la 407 è stata proposta in cinque motorizzazioni, tre a benzina e due turbodiesel common rail, tutte bialbero:
- 1.8 16v: motore EW da 1749 cm³ e 117 CV di potenza massima;
- 2.2 16v: motore EW da 2230 cm³ e 158 CV di potenza massima;
- 3.0 V6: motore V6 ES da 2946 cm³ e 207 CV di potenza massima;
- 1.6 HDi: motore DV turbodiesel da 1560 cm³ e 109 CV di potenza massima;
- 2.0 HDi: motore DW turbodiesel da 1997 cm³ e 136 CV di potenza massima.

Tutti i motori, ad eccezione del V6, erano accoppiati ad un cambio manuale: per il 1.8 a benzina ed il 1.6 HDi era a 5 marce, mentre per le altre motorizzazioni a 4 cilindri era a 6 marce. La motorizzazione di punta era invece prevista di serie con un cambio automatico/sequenziale a 6 rapporti.

## Evoluzione
La casa del leone ha arricchito la gamma con l'ingresso, nel settembre 2004, della 407 SW, con carrozzeria station wagon.
Nel corso del 2005, la versione 2.2 venne portata a 163 CV e divenne disponibile anche con il cambio automatico della versione di punta, ma con potenza rimasta a 158 CV. Alla fine dello stesso anno, la versione di base, ossia la 1.8, beneficiò di un incremento di potenza, grazie al quale il motore passò da 117 a 125 CV, così come il 3 litri, passato a 211 CV. Alla fine dello stesso anno, entrò in produzione la nuova 407 Coupé, che andò a sostituire la coupé derivata dalla 406.
Il 2006 vide numerose novità: prima di tutto, il motore da 3 litri, evidentemente il meno richiesto, è stato tolto dal listino delle 407 berlina e station wagon, ma è rimasto per le 407 Coupé, mentre sul fronte diesel fece il suo debutto il nuovissimo V6 biturbodiesel da 2.7 litri e 204 CV sviluppato assieme alla Ford, impiegato anche in alcuni modelli della Jaguar e già introdotto l'anno prima nella 407 Coupé. Tale motore era abbinato ad un cambio automatico a 6 rapporti. Un'altra motorizzazione degna di nota fu il 2.2 HDi biturbodiesel da 170 CV. Sempre nel corso del 2006, gli allestimenti cambiarono e divennero tre: Premium, Tecno e Féline.

### Restyling 2008
Nel 2008 arrivò il restyling: poche modifiche di dettaglio relative principalmente alla calandra ed ai gruppi ottici posteriori si accompagnarono a significativi aggiornamenti alla gamma: il 2.2 a benzina sparì dal listino, mentre il 2 litri HDi passò da 136 a 140 CV se accoppiato ad un cambio manuale a 6 marce, mentre nel caso di abbinamento ad un cambio automatico a 6 rapporti la potenza rimase a 136 CV. All'interno, sono stati introdotti nuovi rivestimenti e nuove finiture per la plancia. Uno dei più significativi dispositivi introdotti con il restyling è stato il sistema WIP, un sistema che consente la gestione ottimale del sistema multimediale della 407, il quale, nelle versioni più avanzate, arriva ad integrare l'impianto hi-fi, il navigatore GPS ed il telefono con interfaccia Bluetooth.
Nel 2009 la stampa cominciò a parlare del modello che avrebbe sostituito la 407, segno che oramai la vettura stava avviandosi verso la fine della sua carriera. Le prime immagini della nuova vettura vennero rese note nella seconda metà dell'anno seguente, il 2010. Già nella primavera dello stesso anno, la gamma della 407 si restrinse drasticamente: vennero infatti eliminate tutte le motorizzazioni a benzina ed i diesel di punta. In listino rimasero in pratica solo il 1.6 HDi ed il 2.0 HDi da 140 CV, mentre come novità vi fu l'ingresso del 2 litri turbodiesel portato a 163 CV.
La presentazione al Salone dell'automobile di Parigi della 508, non comporta automaticamente l'uscita dai listini della 407, che resta ancora per alcuni mesi in produzione, come berlina, ma anche come station wagon e come coupé.
Nel mese di marzo del 2011, la 407, sia berlina che SW, esce definitivamente di produzione, lasciando in listino solo la versione coupé, ultima esponente della gamma 407, che verrà tolta di produzione un anno dopo.

### La 407 SW

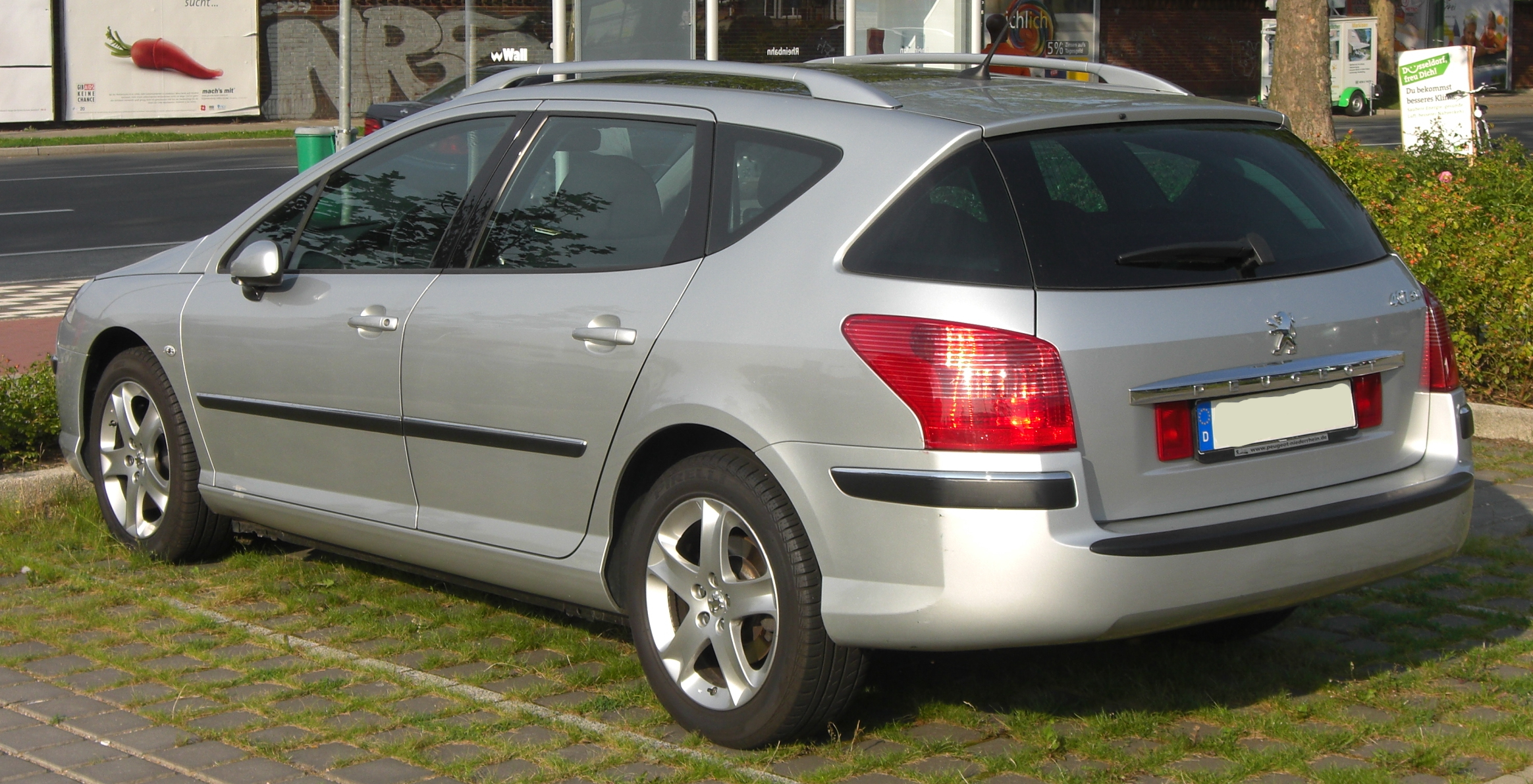
Posteriore di una 407 SW del 2008

La versione station wagon della 407 venne lanciata nel settembre del 2004, pochi mesi dopo il debutto della berlina. Tale modello risulterà molto gradito dal pubblico, andando ad integrare la gamma 407 ed a proporre nuovamente una SW di segmento D, visto che la precedente 406 SW uscì di produzione assieme alla berlina. Come in tutti i casi di station wagon derivate da una berlina, la parte più caratterizzante è quella posteriore: a parte il tetto, dotato di barre sul tetto, la coda rivelava un andamento piuttosto basso, per accrescere la dinamicità e per rendere più filante l'insieme. Vanno anche citati i montanti posteriori "rovesciati" e le superfici vetrate laterali che, come nella berlina, sembrano un tutt'uno a forma di goccia, o di cuneo, grazie ai montanti laterali di color nero opaco che non andavano a spezzare la vista. La coda era inoltre caratterizzata dai gruppi ottici specifici dal disegno avvolgente.

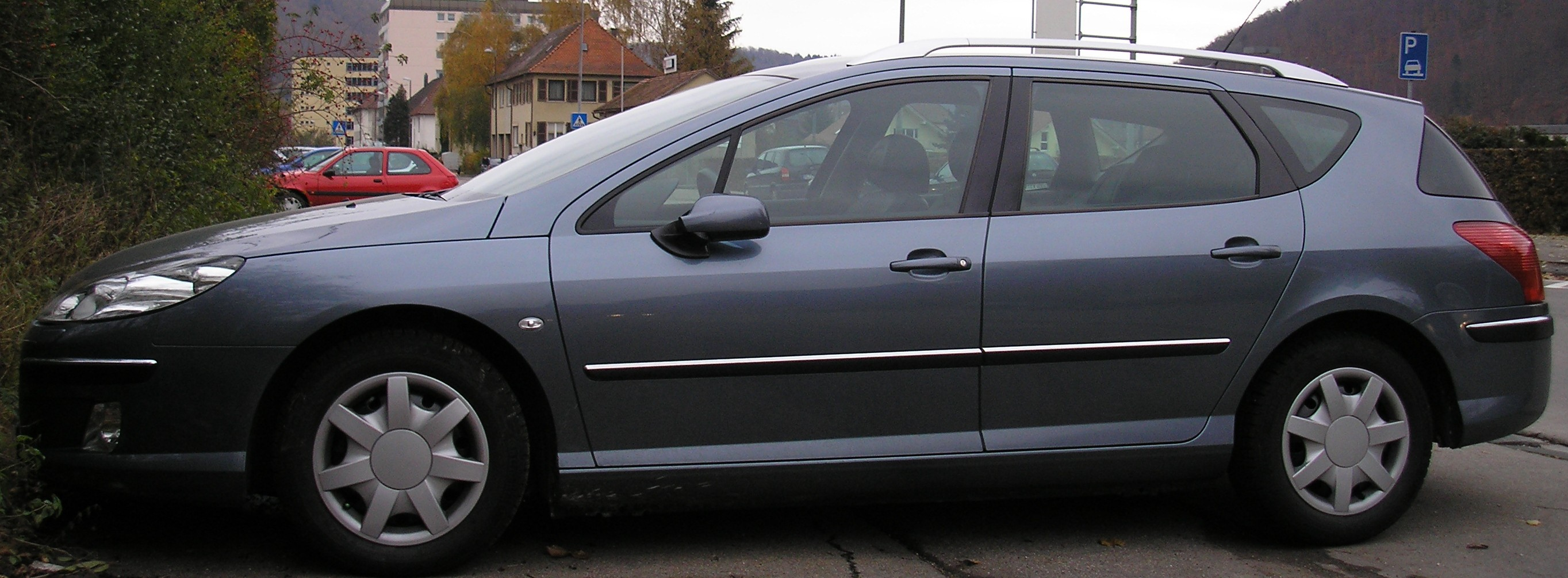
Vista laterale di una 407 SW

La gamma motori della 407 SW era la stessa di quella prevista per la berlina, così come coincidenti erano anche le evoluzioni dei motori nel corso della carriera del modello.
Anche la 407 SW troverà una sua erede nel 2011, con l'arrivo della station wagon derivata dalla 508.

### La 407 Coupé
Presentata nel 2005, la 407 Coupé venne anticipata qualche mese prima dal prototipo 407 Prologue, già decisamente fedele al modello definitivo. La 407 Coupé andava a sostituire la precedente 406 Coupé firmata Pininfarina. Rispetto alla sua antenata, stilisticamente più distaccata dalla berlina di derivazione, la 407 Coupé mostrava una chiara parentela stilistica con la versione berlina, con la differenza che in questo caso il corpo vettura era a due porte anziché a quattro, oltre che più basso e slanciato. La 407 coupé era anche più lunga ed imponente della berlina. Il frontale presentava la grande bocca racchiusa da tre feritoie per lato simili a branchie. I montanti centrali, che sulla berlina sono appena accennati, qui spariscono del tutto, rendendo la linea ancora più pulita. Ampiamente rivista anche la coda, con un massiccio scudo paraurti del tutto liscio e nuovi gruppi ottici più profilati.

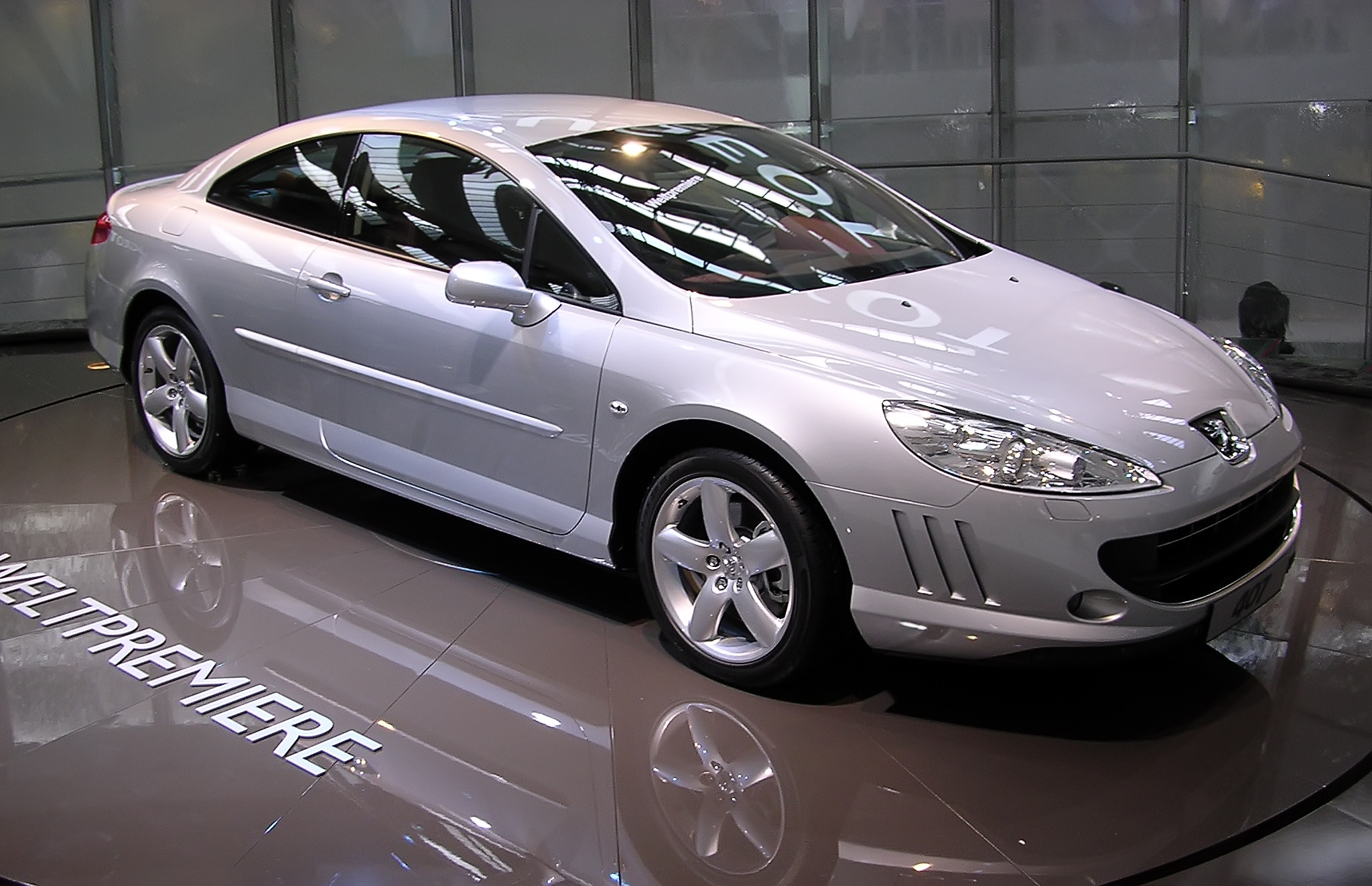
Una 407 Coupé del 2005

È stata lodata molto dai critici e dalle riviste di auto, in particolare per il prezzo, per le prestazioni dei nuovi motori, per la linea moderna e le finiture degli interni. Le uniche critiche sono arrivate per la limitata capienza del vano bagagli e per la disposizione dei comandi nella plancia.
Meccanicamente, sono state riviste le sospensioni, ribassate di 10 mm anteriormente e di 23 mm posteriormente, nonché irrigidite. Le versioni di punta potevano contare anche su un sistema di gestione elettronica delle sospensioni. L'impianto frenante prevedeva dischi anteriori di 330 mm.
La gamma motoristica prevedeva inizialmente le seguenti motorizzazioni:
- 2.2 16v: lo stesso utilizzato su berlina e SW, erogava 163 CV;
- 3.0 V6: anch'esso utilizzato per le altre due varianti di carrozzeria, erogava 207 CV;
- 2.7 HDi V6: il V6 da 2.7 litri bi-turbodiesel con 204 CV di potenza massima, che debuttò proprio in questo modello.

I livelli di allestimento erano due: Tecno e Féline. La gamma così strutturata non subì modifiche di rilievo fino al 2008, quando la gamma si arricchì di un 2 litri turbodiesel common rail da 136 CV.

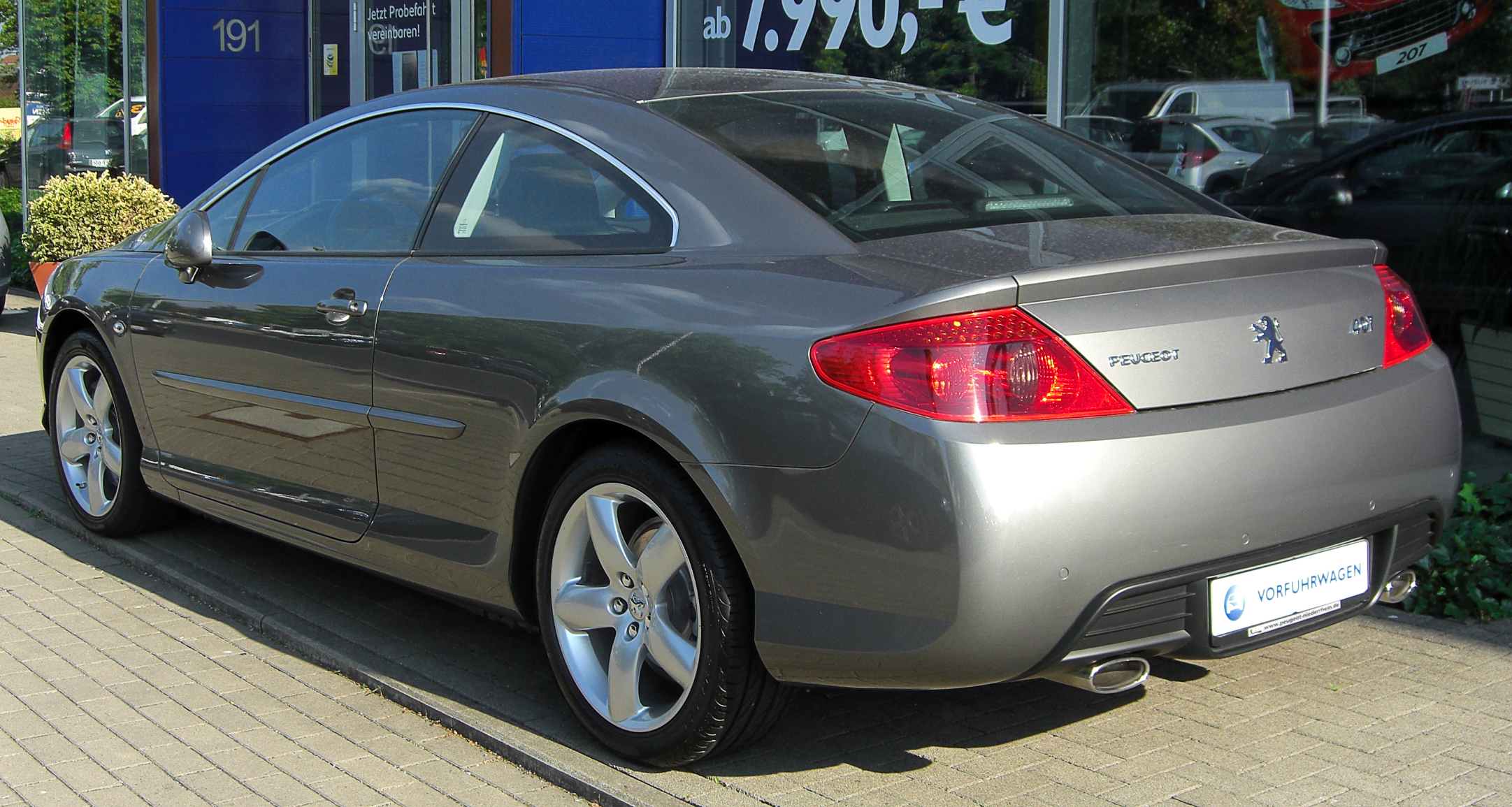
Vista posteriore di una 407 Coupé

Nella seconda metà del 2009, la gamma si restrinse notevolmente: i due motori a benzina sparirono dal listino, mentre il 2.7 HDi venne sostituito dal 3 litri HDi da 241 CV. Il 2 litri HDi venne invece sostituito dal nuovo 2 litri HDi da 163 CV. La gamma della 407 Coupé era composta a quel punto da due sole motorizzazioni ed è giunta invariata fino al 2010. Mentre la berlina e la SW sono uscite di produzione nel 2011, la coupé è rimasta in listino fino al 2012: nella seconda metà dell'anno è rimasta nel listino di pochissimi mercati europei, come quello francese e quello spagnolo.
Per quanto riguarda la sicurezza automobilistica, la versione coupé è stata sottoposta ai crash test dell'Euro NCAP nel 2005, ottenendo lo stesso risultato di 5 stelle già ottenuto dalla versione berlina l'anno precedente.

## Riepilogo caratteristiche e versioni
| Peugeot 407 (2004-11) |         |                |                            |                |                |                    |                    |              |                     |                    |                      |                    |
| Modello               | Motore  | Cilindrata cm³ | Alimentazione              | Potenza CV/rpm | Coppia Nm/rpm  | Cambio/ N°rapporti | Massa a vuoto (kg) | Velocità max | Acceler. 0–100 km/h | Consumo (l/100 km) | Emissioni CO2 (g/km) | Anni di produzione |
| Versioni a benzina    |         |                |                            |                |                |                    |                    |              |                     |                    |                      |                    |
| 407 1.8 16v           | EW7J4   | 1749           | Iniezione elettronica      | 117/5500       | 160/4000       | M/5                | 1.400              | 200          | 12"9                | 7.9                | 187                  | 2004-05            |
| 407 1.8 16v           | EW7J4   | 1749           | Iniezione elettronica      | 125/6000       | 160/4000       | M/5                | 1.400              | 203          | 12"9                | 7.7                | 183                  | 2005-10            |
| 407 2.2 16v           | EW12    | 2230           | Iniezione elettronica      | 158/5650       | 217/3900       | M/6                | 1.480              | 220          | 10"1                | 9                  | 214                  | 2004-05            |
| 407 2.2 16v           | EW12    | 2230           | Iniezione elettronica      | 163/5875       | 220/4150       | M/6                | 1.480              | 222          | 10"1                | 9                  | 214                  | 2005-08            |
| 407 3.0 V6 24v        | ES9J4S  | 2946           | Iniezione elettronica      | 207/6000       | 285/3750       | A/6                | 1.585              | 235          | 9"2                 | 9.8                | -                    | 2004-05            |
| 407 3.0 V6 24v        | ES9/A   | 2946           | Iniezione elettronica      | 211/6000       | 290/3750       | A/6                | 1.585              | 235          | 9"2                 | 9.8                | 233                  | 2005-06            |
| Versioni diesel       |         |                |                            |                |                |                    |                    |              |                     |                    |                      |                    |
| 407 1.6 HDi 16v       | DV6TED4 | 1560           | Turbodiesel common rail    | 109/4000       | 240/1750       | M/5                | 1.437              | 192          | 13"1                | 5.5                | 145                  | 2004-11            |
| 407 2.0 HDi 16v       | DW10B   | 1997           | Turbodiesel common rail    | 136/4000       | 320/2000       | M/6                | 1.505              | 208          | 11"                 | 5.9                | 155                  | 2004-08            |
| 407 2.0 HDi 16v       | DW10B   | 1997           | Turbodiesel common rail    | 140/4000       | 340/2000       | M/6                | 1.505              | 208          | 11"                 | 5.9                | 150                  | 2008-11            |
| 407 2.0 HDi 16v       | DW10C   | 1997           | Turbodiesel common rail    | 163/3750       | 340/ 2000-3000 | A/6                | 1.486              | 205          | 12"                 | 6.8                | 179                  | 2010-11            |
| 407 2.2 HDi 16v       | DW12    | 2179           | Bi-turbodiesel common rail | 170/4000       | 370/1500       | M/6                | 1.549              | 225          | 9"5                 | 6.1                | 159                  | 2006-10            |
| 407 2.7 V6 HDi        | DT17    | 2720           | Bi-turbodiesel common rail | 204/4000       | 435/1900       | A/6                | 1.650              | 230          | 8"5                 | 8.4                | 233                  | 2006-09            |

| Peugeot 407 SW (2004-11) |         |                |                            |                |                |                    |                    |              |                     |                    |                      |                    |
| Modello                  | Motore  | Cilindrata cm³ | Alimentazione              | Potenza CV/rpm | Coppia Nm/rpm  | Cambio/ N°rapporti | Massa a vuoto (kg) | Velocità max | Acceler. 0–100 km/h | Consumo (l/100 km) | Emissioni CO2 (g/km) | Anni di produzione |
| Versioni a benzina       |         |                |                            |                |                |                    |                    |              |                     |                    |                      |                    |
| 407 SW 1.8 16v           | EW7J4   | 1749           | Iniezione elettronica      | 117/5500       | 160/4000       | M/5                | 1.455              | 195          | 11"7                | 8.1                | 192                  | 2004-05            |
| 407 SW 1.8 16v           | EW7J4   | 1749           | Iniezione elettronica      | 125/6000       | 160/4000       | M/5                | 1.455              | 199          | 11"7                | 7.9                | 187                  | 2005-10            |
| 407 SW 2.2 16v           | EW12    | 2230           | Iniezione elettronica      | 158/5650       | 217/3900       | M/6                | 1.535              | 216          | 9"3                 | 9                  | 219                  | 2004-05            |
| 407 SW 2.2 16v           | EW12    | 2230           | Iniezione elettronica      | 163/5875       | 220/4150       | M/6                | 1.535              | 218          | 10"1                | 9.2                | 219                  | 2005-08            |
| 407 SW 3.0 V6 24v        | ES9J4S  | 2946           | Iniezione elettronica      | 207/6000       | 285/3750       | A/6                | 1.640              | 229          | 8"7                 | 9.9                | -                    | 2004-05            |
| 407 SW 3.0 V6 24v        | ES9/A   | 2946           | Iniezione elettronica      | 211/6000       | 290/3750       | A/6                | 1.640              | 229          | 8"7                 | 9.9                | 233                  | 2005-06            |
| Versioni diesel          |         |                |                            |                |                |                    |                    |              |                     |                    |                      |                    |
| 407 SW 1.6 HDi 16v       | DV6TED4 | 1560           | Turbodiesel common rail    | 109/4000       | 240/1750       | M/5                | 1.492              | 189          | 12"1                | 5.6                | 148                  | 2004-11            |
| 407 SW 2.0 HDi 16v       | DW10B   | 1997           | Turbodiesel common rail    | 136/4000       | 320/2000       | M/6                | 1.560              | 203          | 10"1                | 6                  | 159                  | 2004-08            |
| 407 SW 2.0 HDi 16v       | DW10B   | 1997           | Turbodiesel common rail    | 140/4000       | 340/2000       | M/6                | 1.560              | 203          | 10"1                | 6                  | 150                  | 2008-11            |
| 407 SW 2.0 HDi 16v       | DW10C   | 1997           | Turbodiesel common rail    | 163/3750       | 340/ 2000-3000 | A/6                | 1.526              | 201          | 12"6                | 6.9                | 179                  | 2010-11            |
| 407 SW 2.2 HDi 16v       | DW12    | 2179           | Bi-turbodiesel common rail | 170/4000       | 370/1500       | M/6                | 1.675              | 221          | 9"                  | 6.2                | 165                  | 2006-10            |
| 407 SW 2.7 V6 HDi        | DT17    | 2720           | Bi-turbodiesel common rail | 204/4000       | 435/1900       | A/6                | 1.777              | 230          | 8"8                 | 8.5                | 226                  | 2006-09            |

| Peugeot 407 Coupé (2005-11) |        |                |                            |                |                |                    |                    |              |                     |                    |                      |                    |
| Modello                     | Motore | Cilindrata cm³ | Alimentazione              | Potenza CV/rpm | Coppia Nm/rpm  | Cambio/ N°rapporti | Massa a vuoto (kg) | Velocità max | Acceler. 0–100 km/h | Consumo (l/100 km) | Emissioni CO2 (g/km) | Anni di produzione |
| Versioni a benzina          |        |                |                            |                |                |                    |                    |              |                     |                    |                      |                    |
| 407 Coupé 2.2 16v           | EW12   | 2230           | Iniezione elettronica      | 163/5875       | 220/4150       | M/6                | 1.525              | 222          | 9"2                 | 9.2                | 219                  | 2005-09            |
| 407 Coupé 3.0 V6 24v        | ES9/A  | 2946           | Iniezione elettronica      | 211/6000       | 290/3750       | A/6                | 1.644              | 243          | 8"4                 | 10.2               | 242                  | 2005-09            |
| Versioni diesel             |        |                |                            |                |                |                    |                    |              |                     |                    |                      |                    |
| 407 Coupé 2.0 HDi           | DW10B  | 1997           | Turbodiesel common rail    | 136/4000       | 320/2000       | M/6                | 1.575              | 207          | 10"1                | 5.9                | 156                  | 2008-09            |
| 407 Coupé 2.0 HDi           | DW10C  | 1997           | Turbodiesel common rail    | 163/3750       | 340/ 2000-3000 | M/6                | 1.532              | 220          | 10"                 | 5.4                | 140                  | 2009-12            |
| 407 Coupé 2.7 V6 HDi        | DT17   | 2720           | Bi-turbodiesel common rail | 204/4000       | 435/1900       | A/6                | 1.724              | 230          | 8"5                 | 8.5                | 226                  | 2005-09            |
| 407 Coupé 3.0 V6 HDi        | DT20   | 2993           | Bi-turbodiesel common rail | 241/3800       | 450/ 1600-3600 | A/6                | 1.706              | 243          | 7"7                 | 7.2                | 189                  | 2009-12            |